# نشان رسمی جمهوری اسلامی ایران
نشان رسمی جمهوری اسلامی ایران نشان مخصوص نظام جمهوری اسلامی ایران از سال ۱۳۵۹ است. از این نشان در پرچم ایران و اسناد رسمی کشور استفاده می‌شود؛ همچنین از این نشان به عنوان بخشی از نشان‌وارهٔ نهادهای حاکمیتی (همچون قوهٔ قضائیه و نیروهای مسلح) بهره برده شده است.

## ویژگی‌های نشان رسمی جمهوری اسلامی ایران
نشان رسمی جمهوری اسلامی ایران (☫) در واقع یک نشان‌واره از عبارت اسلامی لا اله الا الله است و طراحی آن به گونه‌ای است تا به صورت کلمه الله دیده شده و همچنین مشابه گل لاله باشد. روییدن لالهٔ سرخ بر مزار سربازی که جانش را در راه پاسداری از میهن فدا کرده، باوری نزد برخی ایرانیان است و احتمالاً به اسطوره‌شناسی ایران بازمی‌گردد. اخیراً لالهٔ سرخ نمادی از شهادت در نظر گرفته می‌شود. بیان شده اجزاء این نشان چهار هلال و یک شمشیر بوده که روی هم رفته به پنج جزء اصول پنج‌گانهٔ مذهب تشیع اشاره می‌کنند که جزء مهم‌تر آن (توحید) در وسط قرارگرفته و ظاهر متفاوت‌تری دارد. همچنین رکن اصلی این نماد (شمشیر) نماد از ایستادگی و استقامت است. بالای شمشیر نیز حرکت تشدید آمده است که در زبان عربی و فارسی نمایانگر تکرار یک حرف می‌باشد. همچنین تقارن کامل این شکل نشان از وجود تعادل در جهان است. دایره‌ای بودن واژه الله نشان از زمین است و تلاش برای ایجاد حکومتی توحیدی در آن که از اهداف انقلاب اسلامی ایران است.

## تاریخچه
پس از انقلاب ۱۳۵۷، در آغاز نشان شیر و خورشید به کار می‌رفت. در ۱۰ اسفند ۱۳۵۷، خمینی خواستار برچیده شدن نشان شیر و خورشید شد. پس از این سخنرانی، دولت موقت مسابقه‌ای عمومی برای طراحی نشان جمهوری اسلامی ایران برگزار کرد. اگرچه نشان کنونی نیز به این مسابقه ارسال شد، ولی نشان دیگری اثر صادق تبریزی که شامل ستاره‌ها و مشت‌هایی گره‌کرده بود، در تاریخ ۱۰ بهمن ۱۳۵۸ از سوی شورای انقلاب پذیرفته شد و بر روی سندهای حکومتی و اسکناس‌های اول انقلاب چاپ شد. رسمیت این نشان دیری نپایید و در تاریخ ۱۹ اردیبهشت ۱۳۵۹، نشان کنونی جمهوری اسلامی ایران که پیشتر به تصویب شورای انقلاب رسیده بود از سوی خمینی، رهبر ایران تصویب‌گردید. با وجود طراحی و تصویب این دو نشان، شیر و خورشید تا سال ۱۳۵۹ بر روی برخی اسناد دولتی به کار می‌رفت که اعتراض خمینی را در ۶ تیر ۱۳۵۹ برانگیخت. وی در ۷ تیر ۱۳۵۹ برای تغییر نشان‌ها و آرم‌های شاهنشاهی مهلتی ۱۰ روزه تعیین کرد.

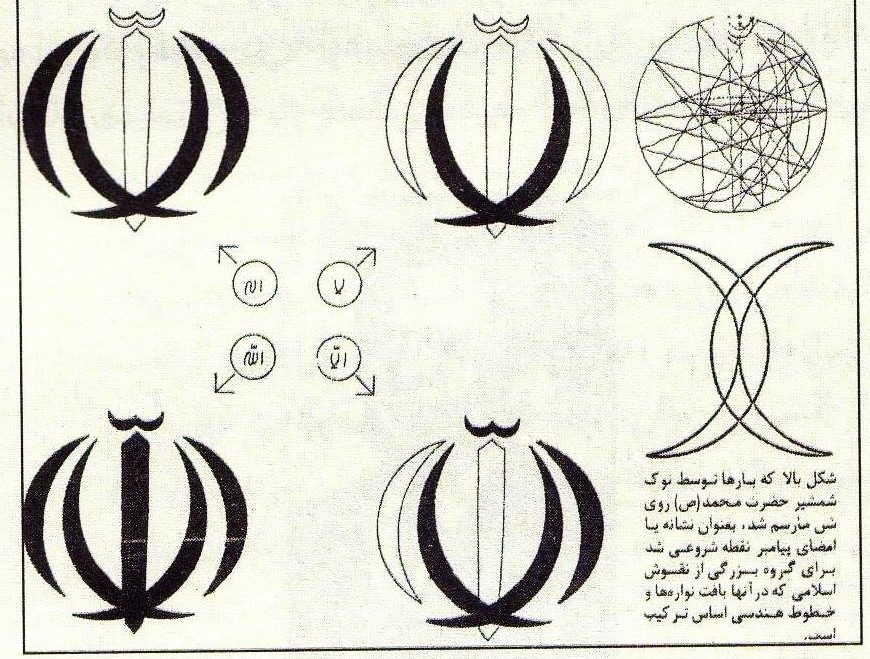
انتشار آرم جمهوری اسلامی در روزنامه اطلاعات

روز جمعه ۱۹ اردیبهشت ۱۳۵۹ طرح آرم جمهوری اسلامی که توسط حمید ندیمی معمار و گرافیست در سال ۵۸ به دفتر امام خمینی در قم ارسال شده بود، توسط امام خمینی تصویب شد.
همچنین پرچم کنونی ایران که دارای نشان جمهوری اسلامی ایران است، در ۱۵ تیر ۱۳۵۹ از سوی شورای انقلاب تصویب شد.

## شباهت به نشان آیین سیک در هند

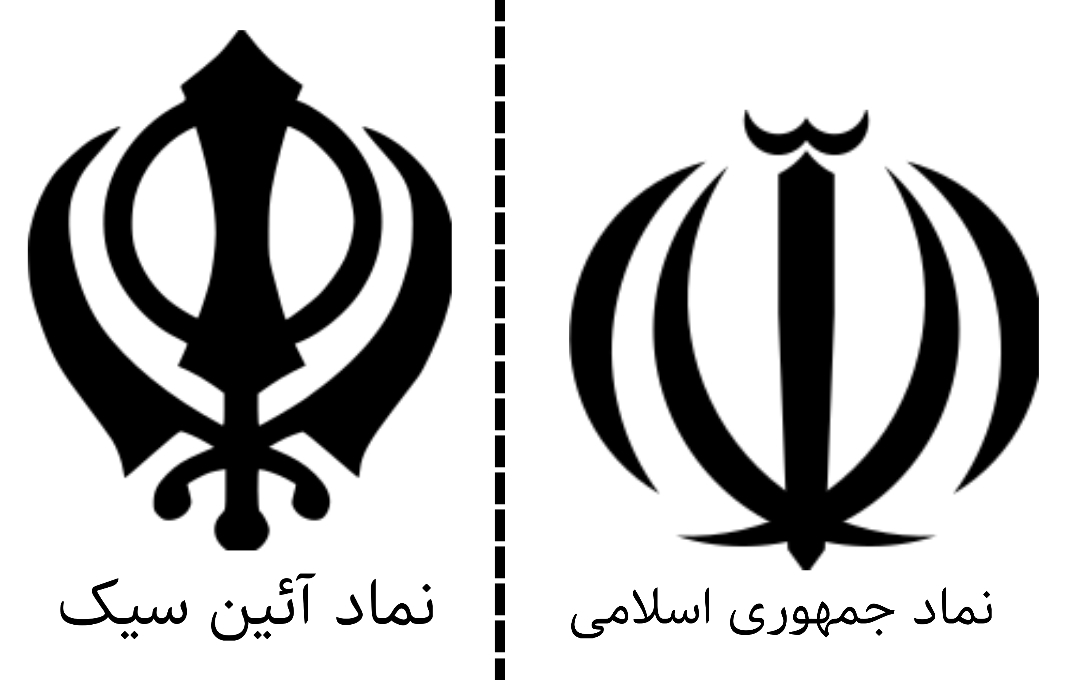
مقایسه نماد جمهوری اسلامی با نماد خاندای سیک

- صحبت‌هایی مبنی بر شباهت این آرم با آرم خاندا مربوط به سیک‌های هند در پرچم جمهوری اسلامی ایران مطرح است.[۱۰][۱۱][۱۲][۱۳][۱۴]

- پس از تصویب طرح حمید ندیمی شایعه می‌شود که طرح او، نشان گروه سیک‌های هندی است. اما ندیمی در پاسخ به این انتقاد در گفت‌وگویی که فردای تصویب آن با روزنامه جمهوری اسلامی انجام داده می‌گوید:[۸]

«هلال‌های تعبیه‌‌شده در این آرم از نقش مبارکی ریشه می‌گیرد که حضرت رسول بارها با شمشیر مبارک‌شان به عنوان امضا بر روی شن‌ها ترسیم کرده‌اند. این طرح پنج بخش دارد که نشان‌دهنده پنج اصل دین است. اصل توحید را در حکم عمود دو ساقه اصلی در میان خود دارد. علاوه بر کلمه الله که در ترکیب اصلی آن دیده می‌شود، لااله‌الاالله نیز در آن مستتر است. جزء قائم میانی در ترکیب با شکل تشدید ( ّ ) که در خط فارسی و عربی نشانه شدت است، شمشیر را تداعی می‌کند؛ این همان تعبیر کلمه «حدید» است. تقارن‌های این آرم هم نشانه تعادل و توازن است؛ این همان میزان است. بزرگ‌‌ترین و اصلی‌‌ترین ویژگی این آرم همان بیان کلمه الله است که قالب و محتوا را در خود جای داده است. آرم به صورت کروی طراحی شد تا نشان‌دهنده پیام جهانی آن باشد.»